# Sultan Saodat
Sultan Saodat est un complexe mémorial, monument architectural à Termez, en Ouzbékistan. 

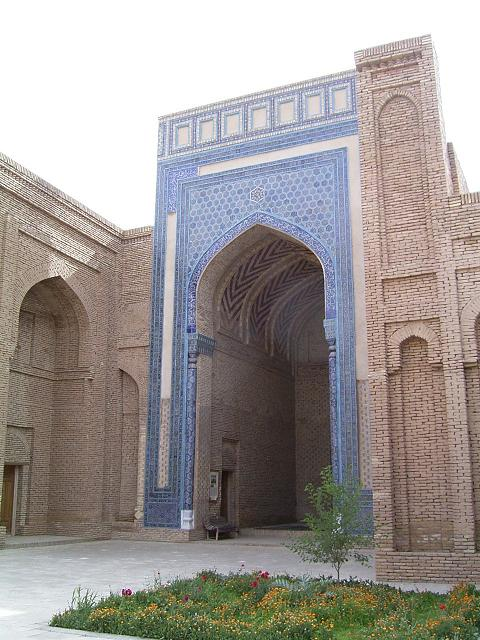
Ensemble du mausolée Sultan Saodat

Le complexe, situé à 8 km de Termez au village de Namouna, a été réalisé entre le Xe siècle et le XVIIe siècle. Il comprend la crypte de l'émir Hussein, quatrième descendant du Prophète et les caveaux des sayyids de Termez, descendants du prophète Mahomet. Au cours des siècles qui se sont succédé, ce sont notamment les descendants de l'émir Hussein qui y ont été enterrés,,.

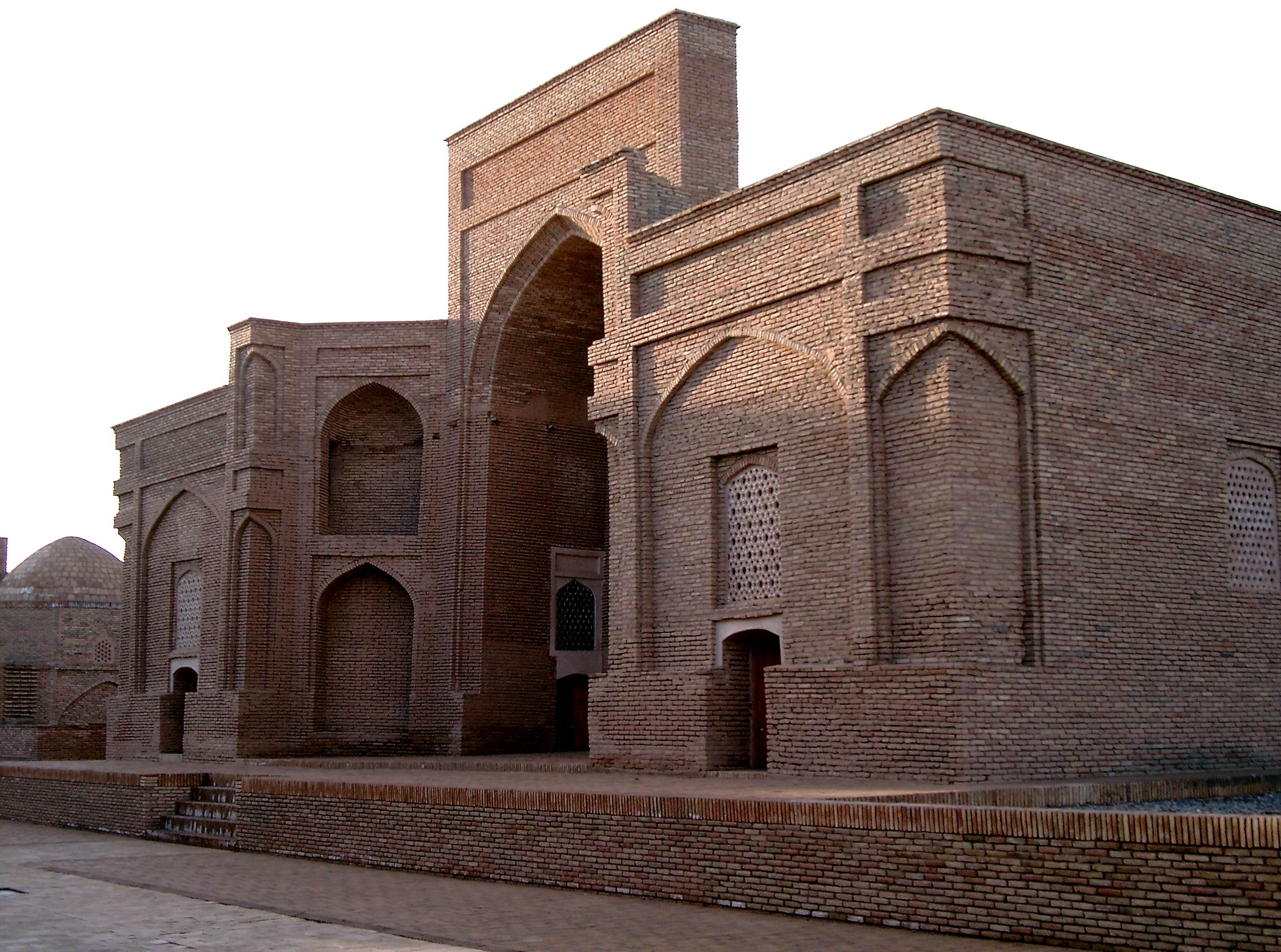
complexe Sultan Saodat

Le complexe comprend une série de structures architecturales : des mausolées, une mosquée et des khanqahs construits autour d'une allée centrale. Le haut iwan de la mosquée a été édifié au XVe siècle (1405-1409) par Khalil Sultan. Les mausolées se composent de chambres couvertes de toits et de dômes. Les murs intérieurs sont ornés d'arches de briques. La céramique bleue aux motifs géométriques donne aux bâtiments du complexe un charme particulier.
Le complexe forme un ensemble majestueux, de structure et de décorations uniformes, bien que construits dans des styles différents à différentes époques. 